# Palermo (película)
Palermo es una película argentina en blanco y negro dirigida por Arturo S. Mom con guion de Dinty Moore (Guillermo Salazar Altamira) que se estrenó el 23 de junio de 1937 y que tuvo como protagonistas a Nedda Francy, José Gola, Orestes Caviglia y Pedro Quartucci. El guion pertenece a un conocido periodista del turf y le fue encargado por el propio Mom.

## Sinopsis
Un delincuente intenta estafar a un aficionado a las carreras de caballos mediante una mujer seductora que resulta ser policía.

## Reparto
- Nedda Francy
- José Gola
- Orestes Caviglia
- Pedro Quartucci
- Aída Luz
- Pablo Palitos
- Sebastián Chiola
- Juan Mangiante
- Pedro Fiorito
- Fausto Fornoni
- Miguel Mileo
- Augusto Codecá
- Darío Cossier

## Comentarios
Para Di Núbila es una floja policial aunque el carisma de Gola y el título la defendieran moderadamente en la boletería, Claudio España comentó que tiene “interiores magníficamente decorados (en una espléndida planta de Juan Manuel Concado) que se mezclaban con ambientes portuarios y sombras inciertamente peligrosas, sugestivas, en barrios de malvivientes. Los mejores exteriores fueron tomados en el hipódromo de Palermo, entre los apostadores y las más bellas mujeres, selecta concurrencia que incluye rufianes y magnates (en el film)" y para Calki la película "logra desarrollo interesante… una discreta muestra de la producción local… señala adelantos en la fotografía, en el maquillaje, en la soltura para el manejo de las cámaras".